# Gennach
Gennach – rzeka płynąca w okręgu administracyjnym Szwabii w Niemczech, o długości 48,9 km i powierzchni dorzecza 256,71 km².
Źródło Gennach znajduje się w pobliżu Fennenberg niedaleko Bernbach, w gminie Bidingen. Przepływa przez 11 gmin i miasto Buchloe, a także obszar miejski Schwabmünchen, po czym uchodzi jako prawy dopływ Wertachu.